# Getriebebau Nord
Die Getriebebau Nord GmbH & Co. KG, international auch als Nord Drivesystems bekannt, produziert mechanische und elektronische Antriebstechnik und ist einer der weltweit größten Getriebemotoren-Hersteller. Nord ist ein mittelständisches Familienunternehmen mit Hauptsitz in Bargteheide bei Hamburg.

## Geschichte
Gegründet wurde Getriebebau Nord im Jahr 1965 von Gustav Adolf Küchenmeister und Günter Schlicht, die beide zuvor bereits in der Antriebsbranche tätig waren. Küchenmeister brachte Vertriebserfahrung ein, Schlichts Stärke lag im technischen Know-how. In den ersten Jahren produzierte Nord nur Getriebegehäuse, Wellen und Flansche selbst und kaufte alle übrigen Komponenten zu. 1977 kam eine Zahnradfertigung in Glinde hinzu, anschließend wurde das Getriebesortiment ausgebaut. 1979 wurde das erste Tochterunternehmen gegründet. Seit den 1980er Jahren stellt Nord Antriebselektronik her. Anfangs beschränkte sich dies auf Frequenzumrichter, wofür eine Kooperation mit Enercon eingegangen wurde. Ab 1983 wurde die Elektromotorenfertigung aufgebaut; durch Übernahme eines Motorenwerks in Italien wurde dieser Bereich ab 1997 verstärkt. Günter Schlicht schied zwischenzeitlich aus dem Unternehmen aus. Im ersten Jahrzehnt des 21. Jahrhunderts brachte Nord einen Servocontroller auf den Markt. Seit 1991 sind die beiden Kinder von G.A. Küchenmeister – seine Tochter Jutta Humbert und sein Sohn Ullrich Küchenmeister – Geschäftsführer.

## Organisation und Geschäftsfelder
Nord hat etwa 4.800 Mitarbeiter weltweit (Stand: Januar 2025) und setzte im Geschäftsjahr 2023 ca. 1,09 Milliarden Euro um. Im Jahr 2022 ist Nord in über 80 Ländern mit eigenen Vertretungen präsent. Produziert wird in vier norddeutschen Werken (Bargteheide, Glinde, Aurich und Gadebusch) und im Ausland (San Giovanni in Norditalien, Nowa Sól und Wiechlice in Polen, Vieux-Thann in Frankreich, Waunakee in den USA, Suzhou in China und in Pune in Indien). Die kundenspezifische Endmontage und Auslieferung von Antrieben erfolgt durch ein Montagezentrum in der Region des Abnehmers, die es weltweit an rund 36 Standorten gibt. Die auf Modulbauweise basierenden Systeme sollen eine schnelle und flexible Lieferung ermöglichen. Nord bietet modulare Baureihen an.
Nord betreut und beliefert Maschinen- und Anlagenbauer unterschiedlicher Branchen. Das Spektrum reicht dabei von Lösungen mit eher einfachen Kompakt-Antrieben, zum Beispiel für Förderbänder an Flughäfen, bis zu speziellen Lösungen wie etwa besonders geräuscharmen Antrieben, wie sie hinter den Kulissen für Theaterbühnen, in Opern und Konzerthäusern benötigt werden. Schwerpunkte finden sich in der Intralogistik, der Lebensmittel- und Getränkeindustrie sowie dem Schüttguthandling.

## Erfindungen und technische Lösungen
Blockgehäuse
Getriebebau Nord erfand 1980/1981 das Blockgehäuse-Konzept für Getriebemotoren. Hierbei besteht das Gehäuse aus einem einzigen Block. Da das Prinzip bei der Erfindung nicht umfassend patentiert wurde, verbreitete sich die Idee in der Branche.
Servoregler
Im Servoregler von Nord werden fast alle Aufgaben von einem einzigen DSP (digitaler Signalprozessor) erledigt. Das soll einen Geschwindigkeitsvorteil bringen, weil im Gegensatz zu konventionellen Reglern bei einem solchen Servo nicht intern Daten zwischen unterschiedlichen Subsystemen der Elektronik ausgetauscht und synchronisiert werden müssen.
Antikorrosionsschutz für Aluminiumantriebe
Bei der Antikorrosionsbehandlung von Aluminiumgetrieben werden die Antriebe einem elektrolytischen Prozess unterzogen. Dieser erzeugt eine mit dem Grundwerkstoff verbundene Schutzschicht und soll Aluminium damit ähnlich korrosionsfest wie Edelstahl machen. Die Oberflächenbehandlung nach dem sogenannten nsd tupH-Verfahren wird weltweit in hochkorrosiven Umgebungen eingesetzt.
Frequenzumrichter mit integriertem Industrial Ethernet
Die neueren Frequenzumrichtergenerationen (Nordac Pro SK 500P und Nordac On/On+) verfügen über eine integrierte Multi-Protokoll-Ethernet-Schnittstelle, mit der sich die marktüblichen Feldbusse per Parameter einstellen lassen.
Integriertes Getriebemotorkonzept
2020 brachte Nord mit dem DuoDrive eine Konstruktion mit vollständiger Integration von Motor und Getriebe in einem einzigen Gehäuse auf den Markt. Durch die Verschmelzung eines IE5+ Motors mit einem einstufigen Stirnradgetriebe soll ein hoher Systemwirkungsgrad bei gleichzeitig kompakter Bauweise erreicht werden.

## Produkt- und Leistungsspektrum
- Getriebemotoren, Getriebe, Elektromotoren, Industriegetriebe, Asynchronmotoren, Synchronmotoren
- IE2 Motoren, IE3 Motoren, IE4 Motoren, IE5+ Motoren
- Frequenzumrichter, Motorstarter, dezentrale Frequenzumrichter
- Antriebstechnische Komplett- und Sonderlösungen, Anwendungsberatung, explosionsgeschützte Antriebssysteme, energiesparende Antriebssysteme, dezentrale Antriebslösungen, korrosionsbeständige Antriebssysteme, branchenoptimierte Antriebskonzepte
- Mobiler Bluetooth-Stick zur Antriebsüberwachung und Fehlerdiagnose
- Antriebsbasierte Zustandsüberwachung (Condition Monitoring) für vorausschauende Wartungskonzepte (Predictive Maintenance)
- Energie- und CO2-Emissionsoptimierung